# 스밀린 스루 (1932년 영화)
《스밀린 스루》(Smilin' Through)는 미국에서 제작된 시드니 프랭클린 감독의 1932년 드라마, 멜로/로맨스 영화이다. 노마 시어러 등이 주연으로 출연하였고 앨버트 루인 등이 제작에 참여하였다.
이 영화는 1932년 아카데미 작품상 후보에 지명되었다.

## 출연

### 주연
- 노마 시어러
- 프레드릭 마치

### 조연
- 레슬리 하워드
- O.P. 헤기
- 랠프 포베스
- 베릴 머서
- 마가렛 세든
- 포레스터 하비
- 허버트 번스톤
- 제임스 부시
- 메리 카리슬
- 코라 수 콜린스
- 클로드 킹
- 데이비드 토렌스

## 기타
- 원작자: 제인 머핀
- 의상: 아드리안